# Chiesa dello Spirito Santo (Militello in Val di Catania)
La chiesa o cripta dello Spirito Santo sorge a Militello in Val di Catania e si tratta di una cappella rupestre scavata in un fianco della Cava di Santa Maria la Vetere.

## Storia e descrizione
L'assenza di notizie storiche e la suggestione del luogo hanno incoraggiato gli studiosi a elaborare le ipotesi più diverse circa le sue originarie funzioni cultuali (catacomba paleocristiana; chiesa bizantina; oratorio di ordini cavallereschi), ma verosimilmente fu realizzata in età normanno-sveva (XII-XIII sec.) come cappella funeraria di pertinenza dell'attiguo complesso rupestre di Santa Maria la Vetere. Le pareti interne sono caratterizzate da una serie ininterrotta di nicchie scavate nella roccia, che probabilmente in origine servivano da alloggiamenti per i cadaveri (putridarium). Alcune di queste nicchie presentano incisioni con croci gerosolomitane riconducibili ai templari. Nella parete Sud, si trova un altare ricavato interamente nella roccia, sotto cui si aprono delle tombe a fossa, che confermano l'uso funerario della chiesa. Vito Maria Amico, nella metà del '700, vedeva ancora degli affreschi, di cui oggi non rimane alcuna traccia. Negli ultimi secoli è stata ininterrottamente utilizzata come cripta cimiteriale e ossario, e bassorilievi raffiguranti croci e candelieri decoravano il frontespizio della grotta, ormai interamente crollato. Oggi è inserita nel contesto del parco archeologico di Santa Maria la Vetere.